# Vestbengalen
Vestbengalen (bengalsk: পশ্চিমবঙ্গ) er en delstat i det nordøstlige Indien og omkranser det vestlige og nordlige Bangladesh. Delstaten har et areal på 88.752 km2
og et befolkningstal på 91.276.115 (2011) indbyggere.
Hovedstaden er Kolkata (tidligere Calcutta), der ligger i den sydlige del af delstaten. Netaji Subhas Chandra Bose International Airport i Dum Dum, en forstad til Kolkata, er delstatens største lufthavn og det vigtigste knudepunkt for flytrafik i den østlige del af Indien.
Den nordlige del er bjergrig med blandt andet byerne Siliguri og Darjeeling. Mellem New Jalpaiguri og Darjeeling kører et lille tog, der har været på UNESCOs Verdensarvsliste siden 1999.
12 kilometer øst for Siliguri findes områdets lufthavn Bagdogra.
I den nordøstlige del findes naturreservatet Jaldapara.
Af berømte personer fra Vestbengalen er statistikeren Prasanta Chandra Mahalanobis fra Calcutta, fysikeren Satyendra Nath Bose og økonomen Amartya Sen.